# Duque de Caxias
Duque de Caxias (ˈduki dʒi kaˈʃiɐʃ) je město v jihovýchodní Brazílii ve státě Rio de Janeiro.

## Hospodářství
Přestože je druhým nejbohatším ve státě Rio de Janeiro, stále má problémy s kanalizací. Nachází se zde ropná rafinerie a chemický průmysl. Ve městě sídlí Fábrica Nacional de Motorest, výrobce motorů a nákladních aut.

## Známí lidé
- Júlio César Soares Espíndola - fotbalista
- Alex Teixeira - fotbalista
- Roberto Dinamite - bývalý fotbalista
- Bruna Marquezine - herečka a modelka